# 겐무
겐무(建武, けんむ)는 일본의 연호(元号)들 중 하나이다.
- 전후
  - 남조 : 겐코(元弘) 이후 - 엔겐(延元) 이전.
  - 북조 : 쇼쿄(正慶) 이후 - 랴쿠오(暦応) 이전.
- 시기
  - 남조 : 1334년 1월 29일 ~ 1336년 2월 19일
  - 북조 : 1334년 1월 29일 ~ 1338년 8월 28일
- 천황
  - 남조 : 고다이고 천황
  - 북조 : 고묘 천황

## 개원(改元)
- 겐코 3년 / 쇼쿄 2년(1333년
  - 가마쿠라 막부를 타도한 고다이고 천황은 유배지인 오키에서 교토로 복귀한다. 그 직후 가마쿠라 막부가 옹립했던 지묘인토(持明院統)의 고곤 천황의 즉위 자체와 그 연호인 「쇼쿄」가 무효임을 선언한다. (고곤 천황은 이것을 거부했지만, 고다이고 천황측의 군사력 앞에서는 어쩔 수 없었다.) 고다이고 천황은 친정(親政)을 개시한다.
- 겐코 4년 1월 19일(율리우스력 1334년 3월 5일)
  - 무(武)자가 불길하다는 주위의 반대에도 불구하고 칙서를 내려 「겐무(建武)」로 개원한다. 후한의 광무제가 사용했던 연호 건무(建武)에서 가져왔다.
  - 이후 무가세력의 이반으로 인해 겐무 신정(建武の新政)은 2년 만에 붕괴된다. 고다이고 천황은 요시노에 옮겨 남조를 수립한다.
- 겐무 3년 2월 29일(율리우스력 1336년 4월 11일), 엔겐으로 개원된다.
- 북조에서는 이후에도 겐무 연호를 계속 사용하다가, 겐무 5년 8월 28일(1338년 10월 11일), 랴쿠오로 개원된다.

## 출전
고다이고 천황의 칙허가 있었기 때문에 따로 전거(典據)를 묻지 않았다. 전(前) 시키부쇼(式部省)의 재상인 후지와라 후지노리 등이 간진(勘申, 조정에서 의식 등 여러 일에 대해 선례・전고・길흉・일시 등을 조사해 진언하는 일)을 맡았다. 후한의 예를 본받은 연호이다.

## 겐무 시기에 일어난 일
- 원년
  - 1월 : 다이다이리(大内裏, 헤이안 궁전)의 조영비용을 마련하기 위해 1/20 세금을 계획하다.
  - 8월 : 니조가와라 라쿠쇼 사건. (라쿠쇼란 정치 등을 비판하기 위해 게시된 문서를 말한다)
  - 11월 : 모리나가 친왕을 가마쿠라에 유폐하다.
- 2년
  - 6월 : 사이온지 긴무네의 겐무정권 전복계획이 발각되다.
  - 7월 : 시나노에서 호조 도키유키를 중심으로 한 호조씨의 잔당들이 봉기해 나카센다이의 난을 일으키다. 가마쿠라가 공략되고, 아시카가 다다요시는 가마쿠라를 탈출하며 모리나가 친왕을 살해한다.
  - 8월 : 아시카가 다카우지가 세이이타이쇼군으로서 호조 씨(호조 도키유키) 토벌을 위해 가마쿠라로 출발하는데, 출진한 채로 겐무정권을 이반한다.
  - 12월 : 아시카가 다카우지가 닛타 요시사다를 격파하고 교토로 회군한다.
- 3년
  - 1월 : 아시카가 다카우지가 교토에 진입하고 고다이고 천황은 히에이잔으로 달아난다.
  - 1월 : 닛타 요시사다, 구스노키 마사시게, 그리고 무쓰에서 급히 돌아온 기타바타케 아키이에 등이 아시카가측을 몰아낸다.
  - 2월 : 아시카가측이 셋쓰 우치데하마(打出浜), 도요시마가와라(豊島河原) 등에서 패배해 규슈로 도주한다.
  - 3월 : 지쿠젠 다타라하마 전투에서 아시카가측이 기쿠치 다케토시에게 승리한다.
  - 3월 : 기타바타케 아키이에 등이 무쓰로 돌아간다.
  - 4월 : 아시카가측은 니키 요시나가와 잇시키 노리우지 등을 규슈에 남기고 재차 상경한다.
  - 5월 : 미나토가와 전투에서 아시카가측이 닛타・구스노키군을 격파하다. 아시카가측은 고곤 상황을 모시고 입경했으며 고다이고 천황은 히에이잔으로 달아난다.
  - 8월 : 고묘 천황이 즉위해 북조가 세워진다.
  - 9월 : 고다이고 천황이 황자・가네나가 친왕을 규슈에 파견한다.
  - 10월 : 닛타 요시사다가 쓰네요시 친왕・다카요시 친왕을 모시고 에치젠으로 내려간다.
  - 10월 : 고다이고 천황이 북조에 항복하다.
  - 11월 : 북조가 고다이고 천황에게서 3종의 신기를 접수한다.
  - 11월 : 겐무시키모쿠(建武式目)를 제정하다.
  - 12월 : 고다이고 천황이 교토를 탈출해 요시노(나라현)에서 남조를 세운다. 남북조 시대가 시작되다.
- 4년
  - 3월 : 닛타 요시사다가 주둔하던 에치젠 가네가사키 성이 아시카가측의 공세로 함락되다.
  - 12월 : 기타바타케 아키이에가 노리요시 친왕(고무라카미 천황)을 모시고 한때 가마쿠라를 공략하다.

### 죽음
- 2년
  - 모리나가 친왕
- 3년
  - 나와 나가토시
  - 구스노키 마사시게
  - 구스노키 마사스에
- 4년
  - 다카요시 친왕
- 5년
  - 닛타 요시사다

## 서력과의 대조표
| 겐무 | 원년   | 2년    | 3년       | 4년      | 5년      |
| ---- | ------ | ------ | --------- | -------- | -------- |
| 서력 | 1334년 | 1335년 | 1336년    | 1337년   | 1338년   |
| 남조 | -      | -      | 엔겐 원년 | 엔겐 2년 | 엔겐 3년 |
| 간지 | 갑술   | 을해   | 병자      | 정축     | 무인     |

## 같이 보기
- 일본의 연호 일람
- 건무(建武) : 후한(後漢)의 연호(25년 ~ 56년).
- 건무(建武) : 서진(西晉)의 연호(304년).
- 건무(建武) : 동진(東晉)의 연호(317년 ~ 318년).
- 건무(建武) : 중국 오호 십육국 시대의 국가 후조(後趙)의 연호(335년 ~ 348년).
- 건무(建武) : 중국 오호 십육국 시대의 국가 서연(西燕)의 연호(386년).
- 건무(建武) : 중국 남북조 시대의 국가 남제(南斉)의 연호(494년 ~ 498년).

| 이전 겐코 | 일본의 연호 (남조) 1334년 ~ 1336년 (북조) 1334년 ~ 1338년 | 다음 (남조) 엔겐 (북조) 랴쿠오 |